# Blair Moody

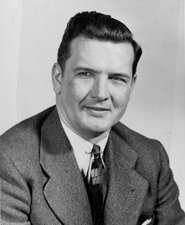
Blair Moody

Arthur Edson Blair Moody (* 13. Februar 1902 in New Haven, Connecticut; † 20. Juli 1954 in Ann Arbor, Michigan) war ein US-amerikanischer Politiker der Demokratischen Partei, der den Bundesstaat Michigan im US-Senat vertrat.
Moody ging in Providence, der Hauptstadt des Bundesstaates Rhode Island, zur Schule und besuchte dort auch die Brown University, an der er 1922 seinen Abschluss in Wirtschaftswissenschaften machte. Danach arbeitete er bis zum folgenden Jahr als Lehrer für Geschichte an einer weiterführenden Schule in Providence.
1923 zog Moody nach Detroit, wo er als Journalist für die Detroit News über das Geschehen in Washington berichtete. Die Zeitung gehörte seinem Onkel William Scripps. Dieser Tätigkeit ging er bis 1951 nach; während dieser Zeit schrieb er zwischen 1934 und 1948 auch als Korrespondent für Barron’s Financial Weekly. 1944 berichtete er von mehreren Schauplätzen des Zweiten Weltkrieges, unter anderem aus Italien und Afrika. Nach dem Krieg moderierte er die im Radio und im Fernsehen ausgestrahlte Sendung „Meet Your Congress“; zwischen 1947 und 1948 war er noch einmal als Auslandskorrespondent tätig.
Am 22. April 1951 trat Moody sein Amt als US-Senator an. Er war als Nachfolger des verstorbenen Arthur H. Vandenberg nach Washington berufen worden und verblieb dort bis zum 4. November 1952. Die Wahl für die verbleibende komplette Amtszeit Vandenbergs verlor er, ebenso die folgende Wahl für eine gesamte Legislaturperiode, wobei ihn jeweils der Republikaner Charles E. Potter bezwang. Moody nahm seine Arbeit im Medienbereich wieder auf, bemühte sich aber auch um eine Rückkehr in die Politik. Während er 1954 in Ann Arbor Wahlkampf betrieb, um den zweiten Senatssitz des Staates Michigan zu erringen, erlitt er einen Herzanfall und verstarb infolge der auftretenden Komplikationen.
Moody war zweimal verheiratet. Blair Moody junior, Sohn aus seiner ersten Ehe mit Mary Ann Moody, die 1940 geschieden wurde, stieg bis zum Richter am Obersten Gerichtshof von Michigan auf. Ruth Moody, die er 1946 heiratete, brachte zwei Söhne zur Welt.